# Macarena Achaga
Macarena Achaga Figueroa (Mar del Plata, provincia de Buenos Aires; 5 de marzo de 1992) es una actriz, cantante, modelo y presentadora de televisión argentina radicada en México. Debutó como actriz en 2012 en la telenovela juvenil mexicana Miss XV y fue miembro del grupo musical derivado, Eme 15, entre 2011 y 2014.

## Biografía
Macarena Achaga nació el 5 de marzo de 1992 en la ciudad de Mar del Plata, provincia de Buenos Aires, Argentina y actualmente vive en Ciudad de México. Comenzó su carrera como modelo a los quince años, la cual sigue en la actualidad representada por la agencia Multitalent Agency. Alcanzó la proyección internacional cuando estuvo en las campañas publicitarias de OÉ en México y, previamente, en InStyle México, Cosmopolitan, Para Teens, Para Ti, Elle, Sweet Victorian, Doll Finns y Muaa.
Su hermano es el actor Santiago Achaga, conocido por sus papeles en televisión como Junior en Heidi, bienvenida a casa, Claudio en Like, la leyenda y Tiago en Club 57.

## Carrera
Presentó un programa de MTV Latinoamérica llamado Los 10+ pedidos en el cual se transmitían vídeos musicales con un orden previamente definido. Este espacio se había convertido en uno de los programas con mayor rating del canal. Tuvo sus inicios casi inmediatamente después de la creación de la televisora. Fue reconocido como uno de los conteos de música más prestigiados en Latinoamérica presentado por ella y Gabo Ramos. En julio de 2013, protagonizó El librito rojo, en Guanajuato (México). El corto se filmó en dos días. En el 2012 fue confirmada para protagonizar la serie juvenil Miss XV, junto con Paulina Goto y Natasha Dupeyrón. Ella interpreta a Leonora, una chica que cuando quiere algo lo tiene que conseguir y pasa por encima de todo el mundo si es necesario para conseguir lo que quiere.
Macarena Achaga fue confirmada como la sexta miembro de la banda Eme 15 en junio de 2011. Originalmente, la banda se formó con cinco actores, pero los productores llevaron a cabo una búsqueda de calidad en junio de 2011 para encontrar un miembro —tercera mujer—. El 24 de abril fue lanzado su primer sencillo Wonderland. Gracias a su sólida participación en Miss XV, Macarena fue nominada a «Revelación» en la entrega de los Nickelodeon Kids' Choice Awards Argentina, igualmente ganó a «Villano favorito» en los Nickelodeon Kids' Choice Awards México 2012.
En enero de 2013 Macarena Achaga fue confirmada en el elenco de la serie de WB y El Mall llamada Gossip Girl Acapulco. Esta historia está basada en la exitosa serie Gossip Girl de la cadena americana The CW y relata las vivencias de un grupo de jóvenes millonarios que radican en Acapulco. La producción estuvo a cargo de Pedro Torres.
En 2015 protagonizó la serie de televisión chilena Sitiados, junto a Benjamín Vicuña y Marimar Vega también en ese mismo año participó en la tercera temporada de la serie colombiana Cumbia ninja.
En 2016 participó en la telenovela El regreso de Lucas, la primera coproducción peruana entre América Televisión y Telefe Internacional. 
En 2017 fue invitada en La doble vida de Estela Carrillo dando vida a Olivia Nieves. Ese mismo año hizo una actuación estelar en La piloto con Livia Brito y Arap Bethke. 
En noviembre del 2018 comenzó su participación en la telenovela Amar a muerte, donde da vida al personaje de Valentina Carvajal. El desarrollo del personaje se presenta dentro de una relación lésbica con el personaje de Juliana Valdés interpretado por la actriz Bárbara López. Tal fue la recepción de la pareja, apodada como «Juliantina», que se convirtió rápidamente en tendencia global dentro de la comunidad LGBT, además de convertirse en la primera pareja con temática lésbica en la historia de la televisión mexicana en presentarse mediante escenas sin censura significativa en una producción dentro del horario estelar de la televisora mexicana Televisa.

## Televisión
| Año       | Título                           | Personaje                 |
| --------- | -------------------------------- | ------------------------- |
| 2010-2011 | Los 10 más pedidos               | Conductora                |
| 2012      | Miss XV                          | Leonora Martínez          |
| 2013      | Gossip Girl Acapulco             | Jenny Parra               |
| 2015      | Sitiados                         | Rocío de Salas            |
| 2015      | Cumbia Ninja                     | Rocío Navarro             |
| 2016-2017 | El regreso de Lucas              | Catalina Díaz Ayala       |
| 2017      | La doble vida de Estela Carrillo | Olivia Nieves (Invitada)  |
| 2017      | La piloto                        | Olivia Nieves             |
| 2018      | La bella y las bestias           | Emilia Quintero           |
| 2018-2019 | Amar a muerte                    | Valentina Carvajal Pineda |
| 2021      | Luis Miguel: la serie            | Michelle Salas            |
| 2022-2023 | Travesuras de la niña mala       | Arlette                   |
| 2023      | Mala fortuna                     |                           |

## Cine
| Año  | Título         | Personaje      | Director           | Notas               |
| ---- | -------------- | -------------- | ------------------ | ------------------- |
| 2022 | La ira de Dios | Luciana Blanco | Sebastián Schindel | Película de Netflix |

## Discografía

### Álbumes de estudio
- 2012: Eme 15

### Álbumes en vivo
- 2013: Wonderland-Zona Preferente

## Premios y nominaciones
| Año  | Premio                       | Categoría                    | Trabajo nominado       | Resultado |
| ---- | ---------------------------- | ---------------------------- | ---------------------- | --------- |
| 2012 | Kids Choice Awards México    | Villano favorito             | Miss XV                | Ganadora  |
| 2012 | Kids Choice Awards Argentina | Revelación                   | Miss XV                | Nominada  |
| 2015 | Kids Choice Awards México    | Fashionista favorito         | Ella misma             | Nominada  |
| 2019 | Premios TVyNovelas           | Mejor actriz coestelar       | Amar a muerte          | Ganadora  |
| 2019 | Premios Eres                 | Mejor actriz                 | Amar a muerte          | Nominada  |
| 2019 | Premios Eres                 | Mejor beso con Bárbara López | Amar a muerte          | Nominadas |
| 2019 | Premios MTV Millenial Awards | Mejor Fandom                 | Fandom Juliantina Fans | Ganadora  |
| 2019 | Premios MTV Millenial Awards | Pareja en Llamas             | Juliantina             | Ganadora  |
| 2019 | Kids Choice Awards México    | Instagrammer favorito        | Ella misma             | Ganadora  |
| 2024 | Kids Choice Awards México    | Fashion icon                 | Ella misma             | Nominada  |